# Viscount Cobham

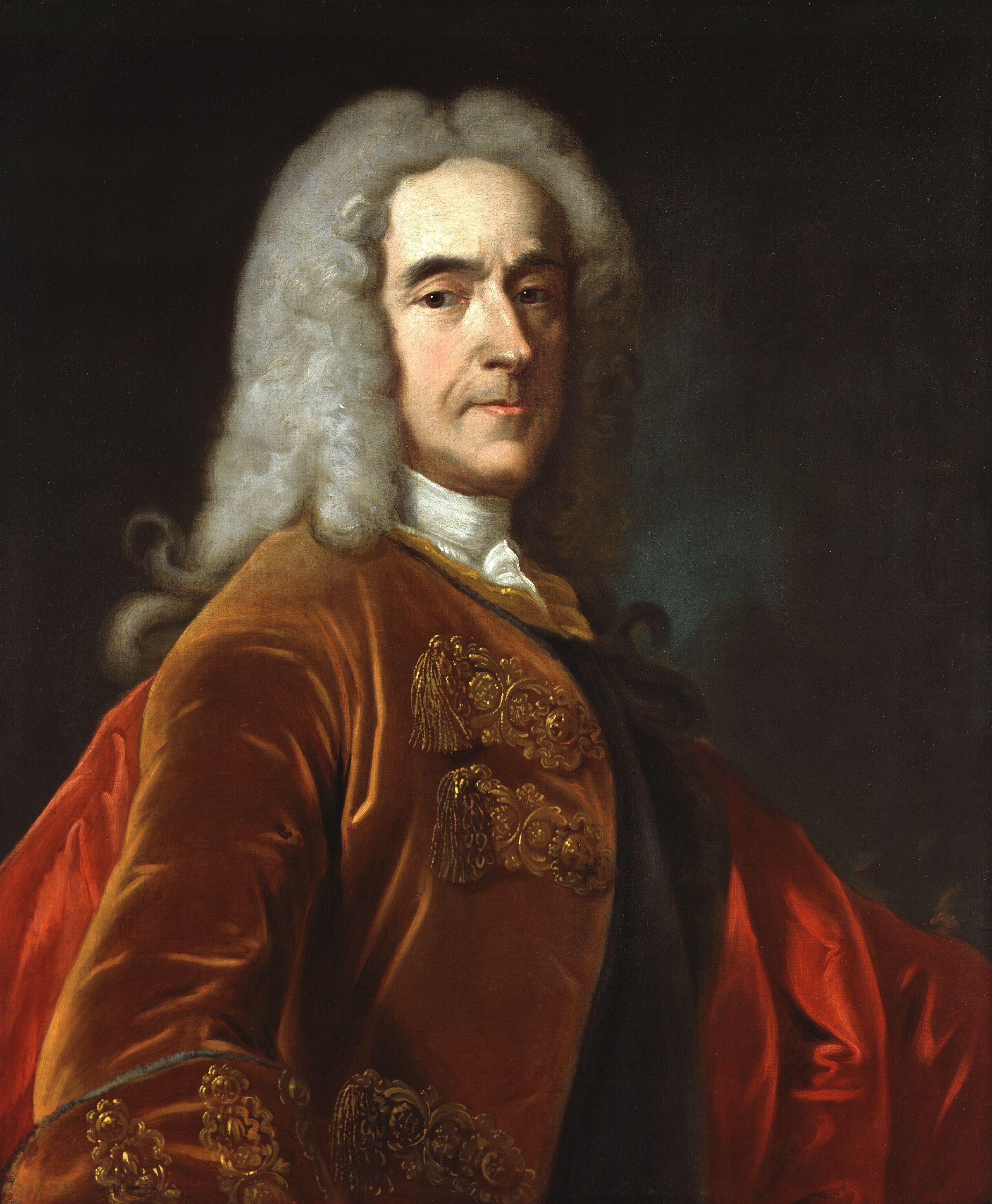
Richard Temple, 1. Viscount Cobham

Viscount Cobham ist ein erblicher britischer Adelstitel in der Peerage of Great Britain, der nach der Ortschaft Cobham in Kent benannt ist.
Familiensitz der Viscounts ist Hagley Hall bei Hagley in Worcestershire.

## Verleihung, nachgeordnete und weitere Titel
Der Titel wurde am 23. Mai 1718 von König Georg I. an Richard Temple, 1. Baron Cobham, verliehen. Dieser war ein erfolgreicher Truppenführer im Spanischen Erbfolgekrieg und langjähriges Mitglied des House of Commons. Zusammen mit der Viscountswürde wurde ihm der nachgeordnete Titel Baron Cobham, of Cobham in the County of Kent, verliehen. Da der 1. Viscount keine Kinder hatte, erfolgte die Verleihung beider Titel mit dem besonderen Zusatz, dass der Titel in Ermangelung eigener männlicher Nachkommen auch an seine Schwester Hester, Gattin des Richard Grenville, und deren männliche Nachkommen sowie in deren Ermangelung an seine Schwester Christian, Gattin des Sir Thomas Lyttelton, 4. Baronet, und deren männliche Nachkommen vererbbar sei.
Der 1. Viscount war bereits am 19. Oktober 1714 in der Peerage of Great Britain zum Baron Cobham, of Cobham in the County of Kent, erhoben worden. Dieser Titel war ohne besondere Erbregelung verliehen worden und erlosch daher bei seinem kinderlosen Tod am 14. September 1749. Bereits 1697 hatte er von seinem Vater den Titel 4. Baronet, of Stowe in the County of Buckingham, geerbt, der am 24. September 1611 in der Baronetage of England seinem Ur-Urgroßvater Thomas Temple verliehen worden war. Dieser Titel ging beim Tod des 1. Viscounts in männlicher Erbfolge auf einen entfernteren Verwandten über und ruht seit 1786.
Gemäß obiger Erbregelung fielen die Viscountwürde und die Baronie Cobham von 1718 beim kinderlosen Tod des 1. Viscounts 1749 an dessen Schwester Hester als 2. Viscountess. Dieser wurde am 18. Oktober 1749 in der Peerage of Great Britain auch die Earlswürde Countess Temple verliehen. Als ihr Sohn Richard Grenville sie 1752 als 2. Earl Temple beerbte, ergänzte er seinen Familiennamen zu Grenville-Temple.
Dessen Neffe, der 3. Earl Temple, war zweimal Lord Lieutenant of Ireland und wurde am 4. Dezember 1784 in der Peerage of Great Britain zum Marquess of Buckingham erhoben. Zudem wurde er 1788 Generalerbe seines Schwiegervaters Robert Craggs-Nugent, 1. Earl Nugent und erbte aufgrund einer speziellen Erbfolgeregelung auch dessen 1776 in der Peerage of Ireland geschaffenen Titel als 2. Earl Nugent, woraufhin er seinen Familiennamen zu Nugent-Temple-Grenville ergänzte.
Dessen Sohn, der 2. Marquess, wurde Generalerbe seines Schwiegervaters James Brydges, 3. Duke of Chandos († 1789) und ergänzte deshalb 1799 seinen Familiennamen zu Temple-Nugent-Brydges-Chandos-Grenville, ein Unikum auch unter britischen Adligen. Am 4. Februar 1822 wurde er in der Peerage of the United Kingdom zum Duke of Buckingham and Chandos, Marquess of Chandos und Earl Temple of Stowe erhoben. Letztere Earlswürde wurde mit dem besonderen Zusatz verliehen, dass er in Ermangelung eigener männlicher Nachkommen auch auf die männlichen Nachfahren seiner verstorbenen Urgroßmutter Hester Grenville, 1. Countess Temple, übergehen könne, sowie nach dem Aussterben dieser Linie an seine Enkelin Lady Anna Eliza Grenville, Tochter seines Sohnes Richard Temple-Nugent-Brydges-Chandos-Grenville, und ihre männlichen Nachkommen. Nach dem Aussterben dieser Linie war wiederum ein Vererben an damals noch ungeborene jüngere Schwestern von Lady Anna Eliza Grenville und deren männliche Nachkommen möglich, wobei sie jedoch schließlich keine weiteren Schwester hatte.
Dessen Enkel, der 3. Duke, erreichte 1868, dass ihm das Committee for Privileges des House of Lords auch den 1602 in der Peerage of Scotland geschaffenen Titel 10. Lord Kinloss bestätigte, auf den bereits seine Großmutter väterlicherseits und deren Vater James Brydges, 3. Duke of Chandos de iure Anspruch gehabt hatten. Da er keine Söhne hatte, fielen bei seinem Tod am 26. März 1889 die Titel 8. Viscount Cobham und 9. Baron Cobham an seinen entfernten Verwandten Charles Lyttelton, 5. Baron Lyttelton, einen Nachkommen von Christian Lyttelton, der jüngsten Schwester des 1. Viscounts. Der Titel Earl Temple of Stowe fiel in weiblicher Linie an William Temple-Gore-Langton als 4. Earl, der Titel Lord Kinloss fiel in weiblicher Linie an Mary Morgan, als 11. Lady, das Dukedom und die übrigen Titel erloschen.
Der 8. Viscount hatte bereits 1876 von seinem Vater den 1776 in der Peerage of Ireland geschaffenen Titel 5. Baron Westcote, of Ballymore in the County of Longford, den 1794 in der Peerage of Great Britain geschaffenen Titel 5. Baron Lyttelton, of Frankley in the County of Worcester, und den 1618 in der Baronetage of England geschaffenen Titel 10. Baronet, of Frankley in the County of Worcester, geerbt. Diese sind seither der Viscountcy nachgeordnet.

## Liste der Viscounts Cobham und Temple Baronets, of Stowe

### Temple Baronets, of Stowe (1611)
- Sir Thomas Temple, 1. Baronet (1567–1637)
- Sir Peter Temple, 2. Baronet (1592–1653)
- Sir Richard Temple, 3. Baronet (1634–1697)
- Sir Richard Temple, 4. Baronet (1675–1749) (1718 zum Viscount Cobham erhoben)
- Sir William Temple, 5. Baronet (1694–1760)
- Sir Peter Temple, 6. Baronet († 1761)
- Sir  Richard Temple, 7. Baronet (1731–1786) (Titel ruhend)

### Viscounts Cobham (1718)
- Richard Temple, 1. Viscount Cobham (1675–1749)
- Hester Grenville, 1. Countess Temple, 2. Viscountess Cobham (um 1690–1752)
- Richard Grenville-Temple, 2. Earl Temple, 3. Viscount Cobham (1711–1779)
- George Nugent-Temple-Grenville, 1. Marquess of Buckingham, 4. Viscount Cobham (1753–1813)
- Richard Temple-Nugent-Brydges-Chandos-Grenville, 1. Duke of Buckingham and Chandos, 5. Viscount Cobham (1776–1839)
- Richard Temple-Nugent-Brydges-Chandos-Grenville, 2. Duke of Buckingham and Chandos, 6. Viscount Cobham (1797–1861)
- Richard Temple-Nugent-Brydges-Chandos-Grenville, 3. Duke of Buckingham and Chandos, 7. Viscount Cobham (1823–1889)
- Charles Lyttelton, 8. Viscount Cobham (1842–1922)
- John Lyttelton, 9. Viscount Cobham (1881–1949)
- Charles Lyttelton, 10. Viscount Cobham (1909–1977)
- John Lyttelton, 11. Viscount Cobham (1943–2006)
- Christopher Lyttelton, 12. Viscount Cobham (* 1947)

Titelerbe (Heir apparent) ist der Sohn des jetzigen Viscounts, Hon. Oliver Christopher Lyttelton (* 1976).